# Барциц, Беслан Константинович
Беслан Константинович Барциц (род. 22 июля 1978, Гагра, Абхазская АССР, СССР)— абхазский политический и государственный деятель. Премьер-министр Абхазии с 5 августа 2016 по 25 апреля 2018 года.

## Биография
Беслан Константинович Барциц родился 22 июля 1978 года в городе Гагра.
С 1985 по 1994 год учился в Бзыпской средней школе № 1 им. Г. А. Алшундба. В 1995 году закончил Гагрскую СШ № 2 им. В. Попкова. В том же году поступил в Абхазский Государственный университет на историко-юридический факультет по специальности «юриспруденция».
В 2000 году окончил АГУ по специальности «юрист».
С 2001 по 2004 год учился в аспирантуре Ростовского Государственного университета.
С 2007 по 2009 год — помощник вице-президента Абхазии.
С февраля 2011 года — депутат Собрания Гагрского района, заместитель председателя.
С марта 2012 года — депутат Парламента Республики Абхазия, заместитель председателя парламентского комитета по правовой политике, государственному строительству и правам человека.
С 22 октября 2014 по 16 мая 2016 года — Глава Администрации Гагрского района.
С 16 мая 2016 года — руководитель Администрации Президента Республики Абхазия.
С 5 августа 2016 по 25 апреля 2018 года — Премьер-министр Абхазии.
С 25 апреля 2018 года снова стал руководителем Администрации Президента Республики Абхазии.

## Личная жизнь
Женат. Имеет двух сыновей.